# Hermann Baethcke

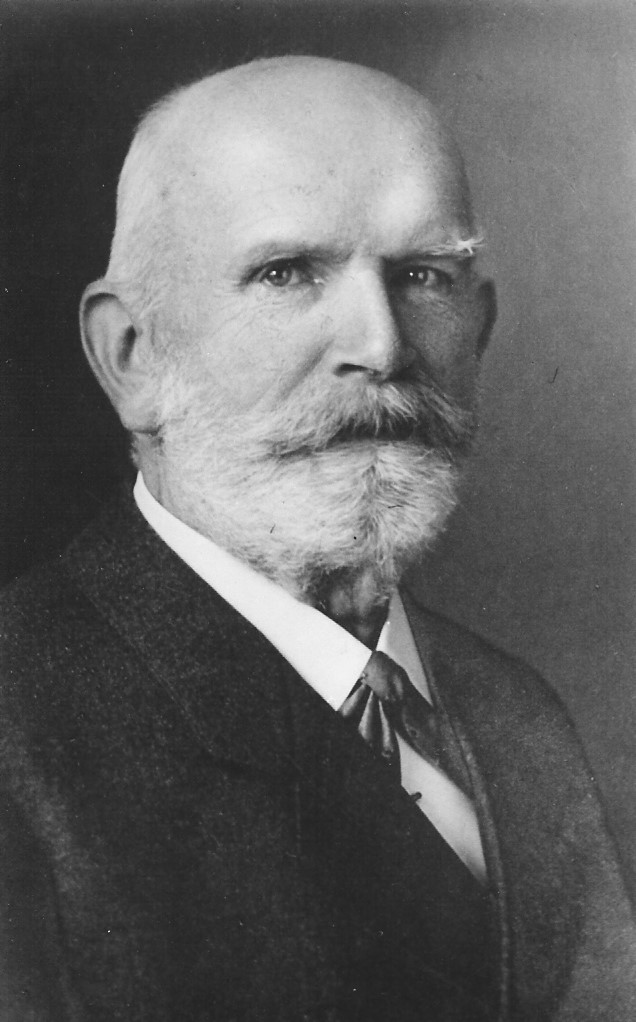
Hermann Baethcke

Louis Hermann Baethcke, auch Ludwig Hermann Baethcke (* 19. April 1848 in Neuruppin; † 12. September 1941 in Lübeck) war ein deutscher Lehrer und Mitglied der Lübecker Bürgerschaft.

## Leben
Hermann Baethcke war ein Sohn des Predigers in Reckenthin und späteren Superintendenten in Eberswalde Friedrich Hermann Baet(h)cke und dessen Frau Charlotte, geb. Soehnel. Nach dem Besuch des Gymnasiums in Neuruppin studierte er ab 1867 Philologie in Leipzig und Berlin. Im ersten Studienjahr wurde er Mitglied der Leipziger Burschenschaft Dresdensia und nach dem Wechsel nach Berlin 1868 der Burschenschaft Germania Berlin.
1870 trat Baethcke als Einjährig-Freiwilliger, ein angehender Offizier der Reserve, im Rang eines Unteroffiziers in das Garde-Füsilier-Regiment der Preußischen Armee ein und nahm am Deutsch-Französischen Krieg teil. Er wurde 1875 zum Sekondeleutnant der Reserve befördert und 1882 altersbedingt der Landwehr überwiesen.
Baethcke promovierte 1873 an der Göttinger Universität zum Dr. phil. mit einer Dissertation über den Lübecker Totentanz. Nach seinem Examen wirkte er ab 1874 an der Oberschule in Frankfurt an der Oder. Seine Fächer waren Deutsch und Griechisch. Mit einem Winter zu Studienzwecken in Paris erwarb er im Januar 1878 zusätzlich die Lehrbefähigung für Französisch. Zu Ostern 1878 kam er als Oberlehrer an das Katharineum zu Lübeck, wo er vorwiegend in den Realklassen Deutsch, Latein und Französisch unterrichtete. 1899 wurde er Professor und bekleidete, als er zum 1. Oktober 1922 75-jährig in den Ruhestand trat, das Amt eines Oberstudienrates.
Als Senior der Lübecker Philologen konnte Baethcke auf eine ungewöhnlich lange Tätigkeit zurückblicken. Tausende von Schülern des Katharineums hatten ihm sichere Kenntnisse zu verdanken. Zugleich erzog er sie durch sein eigenes Beispiel, wie es Professor Mantelsack in Thomas Manns Buddenbrooks demonstrierte, zu strammer Zucht und strengster Pflichterfüllung. Trotz seines hohen Alters hatte er noch im Sommer 1922 eine größere Anzahl Vertretungsstunden übernommen.
Als Vorsitzender des Vereins für Schulreform nutzte Baethcke seine reichen pädagogischen Erfahrungen, um sich lebhaft an den Bestrebungen zur Verbesserung der Unterrichtsmethoden und der Reformierung der höheren Schulen zu beteiligen. So setzte er sich auch für die Gründung des Johanneums ein. In allen Standesfragen galt er seinen Amtsgenossen als geschätzter Berater.
Politisch war Baethcke als Vorstandsmitglied der Fortschrittspartei und dann der Freisinnigen Parteileitung tätig. Von 1881 bis 1887 und nochmals von 1895 bis 1909 war er als Abgeordneter der Lübecker Bürgerschaft und galt er als einer der besten Kenner der Finanzen. Er war Mitglied zahlreicher Kommissionen und Behörden, wie beispielsweise ab 1899 als Mitglied der Betriebsbehörde, und gehörte von 1897 bis 1909 dem Bürgerausschuss an.
Im Vorfeld der Reichstagswahl 1903 hatten sich verschiedene bürgerliche Parteien (NLP, RP, Konservative und FVP) auf Baethcke als gemeinsamen Kandidaten im Reichstagswahlkreis Hansestadt Lübeck geeinigt. Dieser machte jedoch seine Kandidatur von der Unterstützung aller bürgerlichen Parteien abhängig. Nachdem die National Soziale Partei erklärte, ihn nicht zu unterstützen, zog er drei Monate vor der Wahl die Kandidatur zurück. In der Folge konnten sich die Parteien nicht mehr auf einen gemeinsamen Kandidaten einigen. Gewählt wurde der Sozialdemokrat Theodor Schwartz.
Ende 1897 wurde Baethcke gemeinsam mit Wilhelm Christian Cuwie, Wilhelm Brehmer, Theodor Sartori und Ernst Stiller zu bürgerlichen Mitgliedern der gemeinsamen Kommission zur Ausschreibung des Kaiserdenkmals gewählt. Zu Ersatzmännern wurden Johannes Daniel Benda und Julius Vermehren bestimmt. Man sollte sich für ein wuchtiges Uechtritzsches Kaiser-Wilhelm-Denkmal entscheiden. Erst Eduard Kulenkamp, Vorsitzender des Vereins von Kunstfreunden, gelang es, die Stadt hiervon zu „befreien“.

## Hermann-Baethke-Stiftung
Hermann Baethckes einziger Sohn, Ernst Hermann Witekind Baethcke (* 26. Juni 1885 in Lübeck; † 27. März 1909 in Kassel), besuchte von 1892 bis 1904 das Katharineum und studierte danach Rechtswissenschaft an den Universitäten Jena, Berlin und Marburg. In Marburg wurde er mit einer Dissertation über Deutsches Strandrecht 1908 zum Dr. jur. promoviert. Zum Referendariat kehrte er nach Lübeck zurück. Er verstarb während seiner Militärzeit als Einjährig-Freiwilliger beim 1. Kurhessisches Feldartillerie-Regiment Nr. 11 in Kassel und wurde auf dem Lübecker Burgtorfriedhof beigesetzt. Zu seinem Gedächtnis errichtete Baethcke 1913 die Hermann-Baethke-Stiftung. Der in einer Geldprämie bestehenden Preis wird bis heute jährlich von einem Verwandten des Stifters oder dem Stiftungsvorstand, einer Lehrkraft des Katharineums, an einen Schüler oder eine Schülerin verliehen, der oder die sich „durch Aufmerksamkeit und eifriges Bemühen die Anerkennung seiner/ihrer Lehrer erworben hat.“ Die Prämie ist als Zuschuss für eine Reise gedacht.

## Trivia
Nach dem Tode des Senators Mann am 13. Oktober 1891 wurden Konsul Hermann Wilhelm Fehling und der Weinhändler Krafft Tesdorpf zum Vormund seiner fünf hinterlassenen Kinder bestellt. Thomas Mann war zu diesem Zeitpunkt 16 Jahre alt. Sein Deutsch- und letzter Klassenlehrer (Ordinarius) in der Untersekunda ist Baethcke gewesen. In Manns Roman Die Buddenbrooks, wofür dieser später den Nobelpreis erhalten sollte, begegnen wir dem Oberlehrer als Oberlehrer Dr. Mantelsack.

## Werke
- Der Lübecker Todtentanz. Ein Versuch zur Herstellung des alten niederdeutschen Textes. Berlin: Calvary 1873 (Digitalisat)
- Des Dodes Danz: nach den Lübecker Drucken von 1489 und 1496. Bibliothek des Litterarischen Vereins in Stuttgart Band 127 Tübingen 1876 Digitalisat in der Google-Buchsuche-USA, Nachdruck Darmstadt 1968